# Finale UEFA Champions League 2005
De UEFA Champions Leaguefinale van het seizoen 2004/05 was de dertiende finale in de geschiedenis van de Champions League. De wedstrijd vond plaats op 25 mei 2005 in het Atatürk Olympisch Stadion in Istanbul. AC Milan stond voor de tweede keer op rij in de finale en moest het opnemen tegen het Engelse Liverpool FC. Voor Liverpool FC was het voor het eerst sinds 1984 dat ze de Champions League wonnen, (toen nog Europacup I genoemd).

## Voorgeschiedenis
Ondanks de rijke Europese voetbalgeschiedenis van zowel AC Milan als Liverpool FC stonden beide clubs nog nooit tegenover elkaar. De twee clubs werden nochtans als Europese grootmachten beschouwd. AC Milan won al zes keer de Europacup I, Liverpool FC vier keer. De laatste Europese finale van Liverpool FC was de avond van het Heizeldrama. Toen speelde Liverpool FC tegen het Italiaanse Juventus.

## Mirakel van Istanbul
De wedstrijd ging de geschiedenis in als het Mirakel van Istanbul. Favoriet AC Milan kwam al na een minuut 1-0 voor, dankzij een goal van aanvoerder Paolo Maldini. Nog voor de rust werd de score uitgediept tot 3-0 dankzij twee doelpunten van de Argentijnse aanvaller Hernán Crespo. Liverpool FC ging knock-out, maar keerde na de rust gemotiveerd terug uit de kleedkamers. In zes minuten scoorde Liverpool FC  drie keer. Eerst kopte aanvoerder Steven Gerrard een voorzet van John Arne Riise binnen, nadien scoorde de Tsjech Vladimír Šmicer vanaf de rand van de zestien meter lijn. Enkele minuten later beging Gennaro Gattuso een overtreding op Gerrard en gaf de Spaanse scheidsrechter Manuel Mejuto González een strafschop. Xabi Alonso trapte de bal op doelman Dida, maar scoorde in de rebound. Gerrard lag met een doelpunt en de strafschopovertreding die op hem begaan werd, aan de basis van de totale ommekeer. Hij werd achteraf uitgeroepen tot "Man van de Match".

### Strafschoppen
In de strafschoppenreeks probeerde doelman Jerzy Dudek de tegenstanders van Milan af te leiden. Hij imiteerde de "spaghettibenen" van gewezen keeper Bruce Grobbelaar en Serginho trapte de bal over. Bij een 2-3 stand voor Liverpool moest de Oekraïense aanvaller Andrij Sjevtsjenko scoren. De speler van Milan had twee jaar eerder nog de beslissende penalty binnengetrapt in de Champions Leaguefinale tegen Juventus, maar ditmaal werd zijn schot gestopt door Dudek. Liverpool won zo voor de 5e keer de Champions Leugue.

### Wedstrijddetails
|                           |                                          |       |                                   | |
| 25 mei 2005 20:45 (UTC+2) | AC Milan                                 | 3 – 3 | Liverpool FC                      | Atatürk Olympisch Stadion, Istanbul Toeschouwers: 70.024 Scheidsrechter: Manuel Mejuto González (Spanje) |
| 25 mei 2005 20:45 (UTC+2) | Maldini 1' Crespo 39', 44'               |       | 54' Gerrard 56' Šmicer 60' Alonso | Atatürk Olympisch Stadion, Istanbul Toeschouwers: 70.024 Scheidsrechter: Manuel Mejuto González (Spanje) |
| 25 mei 2005 20:45 (UTC+2) | Strafschoppen                            |       |                                   | Atatürk Olympisch Stadion, Istanbul Toeschouwers: 70.024 Scheidsrechter: Manuel Mejuto González (Spanje) |
| 25 mei 2005 20:45 (UTC+2) | Serginho Pirlo Tomasson Kaká Sjevtsjenko | 2 – 3 | Hamann Cissé Riise Šmicer         | Atatürk Olympisch Stadion, Istanbul Toeschouwers: 70.024 Scheidsrechter: Manuel Mejuto González (Spanje) |

| AC Milan | Liverpool FC |

| AC Milan:       |    |                       |      |
|                 |    |                       |      |
| GK              | 1  | Dida                  |      |
| RB              | 2  | Cafú                  |      |
| CB              | 31 | Jaap Stam             |      |
| CB              | 13 | Alessandro Nesta      |      |
| LB              | 3  | Paolo Maldini         |      |
| RM              | 8  | Gennaro Gattuso       | 112' |
| DM              | 21 | Andrea Pirlo          |      |
| AM              | 22 | Kaká                  |      |
| LM              | 20 | Clarence Seedorf      | 86'  |
| CF              | 7  | Andrij Sjevtsjenko    |      |
| CF              | 11 | Hernán Crespo         | 85'  |
| Wisselspelers:  |    |                       |      |
| GK              | 46 | Christian Abbiati     |      |
| DF              | 4  | Kacha Kaladze         |      |
| DF              | 5  | Alessandro Costacurta |      |
| MF              | 10 | Rui Costa             | 112' |
| MF              | 24 | Vikash Dhorasoo       |      |
| MF              | 27 | Serginho              | 86'  |
| FW              | 15 | Jon Dahl Tomasson     | 85'  |
| Coach:          |    |                       |      |
| Carlo Ancelotti |    |                       |      |

| Liverpool FC:  |    |                 |         |
|                |    |                 |         |
| GK             | 1  | Jerzy Dudek     |         |
| RB             | 3  | Steve Finnan    | 46'     |
| CB             | 23 | Jamie Carragher | 75'     |
| CB             | 4  | Sami Hyypiä     |         |
| LB             | 21 | Djimi Traoré    |         |
| RM             | 10 | Luis García     |         |
| DM             | 14 | Xabi Alonso     |         |
| CM             | 8  | Steven Gerrard  |         |
| LM             | 6  | John Arne Riise |         |
| AM             | 7  | Harry Kewell    | 23'     |
| CF             | 5  | Milan Baroš     | 81' 85' |
| Wisselspelers: |    |                 |         |
| GK             | 20 | Scott Carson    |         |
| DF             | 17 | Josemi          |         |
| MF             | 16 | Dietmar Hamann  | 46'     |
| MF             | 18 | Antonio Núñez   |         |
| MF             | 25 | Igor Bišćan     |         |
| FW             | 9  | Djibril Cissé   | 85'     |
| FW             | 11 | Vladimír Šmicer | 23'     |
| Coach:         |    |                 |         |
| Rafael Benítez |    |                 |         |